# آييا، هاواي
آييا، هاواي هو حي سكني، يتبع مقاطعة هونولولو (هاواي)، بلغ عدد سكانه 9٬019 نسمة، تبلغ مساحته 4٫578118 كيلومتر مربع، رمزه البريدي هو 96701.

## المناخ
يظهر الجدول التالي التغييرات المناخية على مدار السنة لآييا، هاواي:
| البيانات المناخية لـآييا، هاواي   | البيانات المناخية لـآييا، هاواي | البيانات المناخية لـآييا، هاواي | البيانات المناخية لـآييا، هاواي | البيانات المناخية لـآييا، هاواي | البيانات المناخية لـآييا، هاواي | البيانات المناخية لـآييا، هاواي | البيانات المناخية لـآييا، هاواي | البيانات المناخية لـآييا، هاواي | البيانات المناخية لـآييا، هاواي | البيانات المناخية لـآييا، هاواي | البيانات المناخية لـآييا، هاواي | البيانات المناخية لـآييا، هاواي | البيانات المناخية لـآييا، هاواي |
| الشهر                             | يناير                           | فبراير                          | مارس                            | أبريل                           | مايو                            | يونيو                           | يوليو                           | أغسطس                           | سبتمبر                          | أكتوبر                          | نوفمبر                          | ديسمبر                          | المعدل السنوي                   |
| --------------------------------- | ------------------------------- | ------------------------------- | ------------------------------- | ------------------------------- | ------------------------------- | ------------------------------- | ------------------------------- | ------------------------------- | ------------------------------- | ------------------------------- | ------------------------------- | ------------------------------- | ------------------------------- |
| متوسط درجة الحرارة الكبرى °ف (°م) | 78.5 (25.8)                     | 80.5 (26.9)                     | 79.0 (26.1)                     | 81.1 (27.3)                     | 83.3 (28.5)                     | 84.0 (28.9)                     | 84.8 (29.3)                     | 86.4 (30.2)                     | 86.8 (30.4)                     | 85.2 (29.6)                     | 80.0 (26.7)                     | 77.9 (25.5)                     | 82.5 (28.1)                     |
| متوسط درجة الحرارة الصغرى °ف (°م) | 62.8 (17.1)                     | 65.0 (18.3)                     | 64.8 (18.2)                     | 66.5 (19.2)                     | 68.3 (20.2)                     | 70.2 (21.2)                     | 71.4 (21.9)                     | 71.9 (22.2)                     | 71.9 (22.2)                     | 70.2 (21.2)                     | 65.8 (18.8)                     | 63.1 (17.3)                     | 67.8 (19.9)                     |
| الهطول إنش (مم)                   | 3.5 (89)                        | 3.3 (84)                        | 2.4 (61)                        | 2.7 (69)                        | 2.5 (64)                        | 2.1 (53)                        | 0.9 (23)                        | 0.8 (20)                        | 0.9 (23)                        | 1.8 (46)                        | 3.2 (81)                        | 2.7 (69)                        | 26.8 (680)                      |
| المصدر: Weatherbase               |                                 |                                 |                                 |                                 |                                 |                                 |                                 |                                 |                                 |                                 |                                 |                                 |                                 |